# 로저 프라이

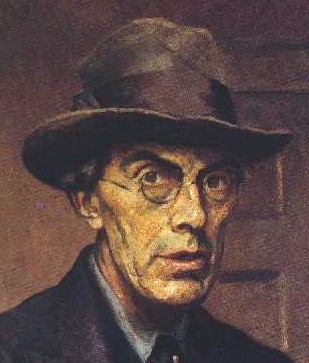
로저 프라이의 자화상

로저 엘리엇 프라이(영어: Roger Eliot Fry, 1866년 12월 14일~1934년 9월 9일)은 런던 태생의 영국의 화가, 예술비평가로, 또 블룸즈버리 그룹의 일원이었다.

## 생애
그는 케임브리지 킹스 칼리지에서 수학했고, 거기서 케임브리지 사도(Cambridge Apostles)의 일원이 된다. 그는 첫 번째 시험을 자연 과학에 합격한 후 파리와 이탈리아로 가서 그곳에서 이탈리아 미술을 공부했다. 그리고 그는 결국 풍경화 화가가 되었다.
1910년, 그는 블룸즈버리 그룹의 멤버들과 함께 후기 인상파 화가들의 전시회를 런던에서 기획한다. 이 기획은 프라이가 애정을 품고 있었던 오토린 모렐이 후원했다. 1913년에는 ‘오메가 워크숍’(Omega Workshop)이라는 일종의 디자인 공방을 설립하였다. 여기에, 버네사 벨과 던컨 그랜트도 소속되어 있었다. 던컨 그랜트는 당시 버네사 벨의 연인이었다. 버네사의 여동생인 작가 버지니아 울프가 로저 프라이의 평전을 썼다.

## 저서
- 《시각과 디자인》 (Vision and Design, 1920)
- 《변형》 (Transformations, 1926)
- 《앙리 마티즈》 (Henri Matisse, 1930)
- 《프랑스 예술》 (French Art, 1932)
- 《영국 회화의 고찰》 (Reflections on British Painting, 1934)